# Nannohelea tamil
Nannohelea tamil är en tvåvingeart som beskrevs av Eileen D. Grogan och Wirth 1990. Nannohelea tamil ingår i släktet Nannohelea och familjen svidknott.
Artens utbredningsområde är Sri Lanka. Inga underarter finns listade i Catalogue of Life.